# Intercontinental-de-Aviación-Flug 256
Auf dem Intercontinental-de-Aviación-Flug 256 (Flugnummer IATA: RS256, ICAO: ICT256, Funkrufzeichen: CONTAVIA 256) wurde am 11. Januar 1995 eine Douglas DC-9-14 mit dem Luftfahrzeugkennzeichen HK-3839X der Intercontinental de Aviación, mit der ein Inlandslinienflug von Bogotá nach Cartagena durchgeführt wurde, ins Gelände geflogen. Bei dem Unfall starben 51 an Bord der Maschine, nur das neunjährige Mädchen Erika Delgado Gomez überlebte.

## Flugzeug
Bei der betroffenen Maschine handelte es sich um eine Douglas DC-9-14, die im Werk von McDonnell Douglas in Long Beach im Bundesstaat Kalifornien endmontiert wurde. Das Flugzeug trug die Werksnummer 45742, es handelte sich um die 26. Douglas DC-9 aus laufender Produktion. Das Roll-out der Maschine erfolgte am 15. Februar 1966. Die Maschine wurde mit dem Luftfahrzeugkennzeichen N8901E zugelassen und am 26. April 1966 an die Eastern Air Lines ausgeliefert. Die Maschine erhielt dort die Flottennummer 901. Ab dem 27. April 1970 war die Maschine durch den Hersteller an die Delta Air Lines verleast, bei der sie die Flottennummer 216 erhielt. Ab dem 23. April 1971 verleaste der Hersteller die Maschine erneut an die Eastern Air Lines, bei der diese wieder ihre alte Flottennummer erhielt. Ab dem 31. Mai 1979 flog die Maschine für die Texas International Airlines. Mit deren Übernahme durch die Continental Airlines zum 31. Oktober 1982 ging die Maschine in die Flotte dieser Fluggesellschaft über, wobei sie die Flottennummer 901 und den Taufnamen City of Mexico City erhielt. Im September 1987 kaufte die Polaris Aircraft Leasing die Maschine und verleaste diese umgehend an die Continental Airlines zurück. Im Januar 1991 wurde die Maschine ausgeflottet und auf dem Waco Regional Airport in Texas eingelagert. Im Jahr 1993 erwarb die Intercontinental de Aviación die Maschine und ließ sie am 29. April 1993 mit dem neuen Luftfahrzeugkennzeichen HK-3839X wieder zu. Das zweistrahlige Schmalrumpfflugzeug war mit zwei Triebwerken des Typs Pratt & Whitney JT8D-7B ausgestattet. Bis zum Zeitpunkt des Unfalls hatte die Maschine eine Gesamtbetriebsleistung von 65.084 Betriebsstunden absolviert, auf die 69.716 Starts und Landungen entfielen.

## Passagiere und Besatzung
Es befand sich eine fünfköpfige Besatzung an Bord, bestehend aus einem Flugkapitän, einem Ersten Offizier und drei Flugbegleiterinnen. Der 39-jährige Flugkapitän Andrés Patacón verfügte über 10.924 Stunden Flugerfahrung, von denen er 4.605 Stunden im Cockpit der Douglas DC-9 absolviert hatte. Der 36-jährige Erste Offizier Luis Ríos hatte 4.229 Stunden Flugerfahrung, davon 3.952 Stunden mit der DC-9. Als Flugbegleiterinnen befanden sich Claudia Duarte, Dalia Mora and Zaida Tarazona an Bord. Den Flug von Bogotá nach Cartagena hatten 47 Passagiere angetreten, die allesamt kolumbianische Staatsbürger waren.

## Unfallhergang
Die Maschine war an dem Tag erheblich verspätet. Der Flug sollte planmäßig um 12:10 Uhr starten, die Maschine kam jedoch aufgrund von Komplikationen beim vorangegangenen Flug verspätet am Startflughafen an. Die Maschine startete schließlich um 18:45 Uhr, um 19:09 Uhr stieg das Flugzeug auf eine Höhe von 9.400 Metern.
Beim Anflug auf Cartagena erteilte die Flugverkehrskontrolle in Barranquilla der Besatzung die Freigabe, auf 14.000 Fuß (ca. 4.300 Meter) zu sinken und um 19:26 Uhr sich beim Passieren einer Flughöhe von 20.000 Fuß (ca. 6100 Meter) nochmal zu melden. Dies taten die Piloten um 19:33 Uhr. Der letzte Funkkontakt erfolgte, als die Flugsicherung der Maschine die Freigabe für einen weiteren Sinkflug auf 8.000 Fuß (ca. 2.400 Meter) erteilte.
Um 19:38 kontaktierte die Besatzung einer Cessna 208 Caravan, die den Aerocorales-Flug 209 ausführte und sich gerade in der Nähe befand, die Flugsicherung. Die Piloten der Cessna berichteten, dass sie die Lichter einer schnell sinkenden Maschine und eine anschließende Explosion am Boden gesehen hätten.
Die DC-9 wurde in 56 Kilometern vom Flughafen Cartagena in eine sumpfige Lagune in der Nähe von María La Baja ins Gelände geflogen. Die Maschine explodierte beim Aufprall und zerbrach in drei Teile. Dabei wurden 46 von 47 Passagieren und alle 5 Besatzungsmitglieder getötet.

## Überlebende
Einzige Überlebende war das 9-jährige Mädchen Erika Delgado Gomez. Sie hatte den Flug mit ihren Eltern und ihrem Bruder angetreten, die bei dem Unfall alle ums Leben kamen. Bei dem Unfall hatte sie sich einen Arm gebrochen. Sie gab an, dass ihre Mutter sie nach dem Absturz beiseite geschoben hätte, um sie vor dem Feuer zu schützen. Das Gras habe den Aufprall abgedämpft und ihre Verletzungen abgemildert.

## Ursache
Da die Besatzung der Cessna von einer Explosion berichtet hatte, wurde zunächst ein Bombenanschlag wie jener auf Avianca-Flug 203 im Jahr 1989 befürchtet. Die Ermittler stellten jedoch fest, dass die Maschine erst nach der Kollision mit dem Gelände explodiert war, es wurden keine Spuren von Sprengstoff festgestellt. Als wahrscheinliche Ursache des Unfalls wurde eine falsche Einstellung des Höhenmessers angesehen. Der Höhenmesser des Flugkapitäns zeigte eine Flughöhe von 16.200 Fuß (ca. 4.940 Meter) an. Der Höhenmesser des Ersten Offizier funktionierte normal, aber dessen Beleuchtung funktionierte nicht, sodass die Piloten ihre Anzeigen nicht verglichen. Weitere Faktoren, die zu dem Unfall beigetragen hatten, waren die fehlende Radarbeobachtung in dem Gebiet und der Verlust des Situationsbewusstseins durch die Flugbesatzung auf dem Flug bei klarem Wetter. Ferner wurde die unzureichende Ausbildung der Besatzungen durch die Fluggesellschaft für derartige Situationen beanstandet. Es ließ sich nicht feststellen, ob das Ground Proximity Warning System nicht ordnungsgemäß funktionierte oder ob die Besatzung nicht mehr rechtzeitig darauf reagieren konnte.